# ناثان كوي
ناثان كوي (بالإنجليزية: Nathan Coy) هو فنان قتال مختلط أمريكي، ولد في 24 يوليو 1978 في بورتلاند في الولايات المتحدة.

## وصلات خارجية
- ناثان كوي على موقع يو إف سي (الإنجليزية)
- ناثان كوي على موقع بيلاتور (الإنجليزية)
- ناثان كوي على موقع شيردوغ (الإنجليزية)
- ناثان كوي على موقع IMDb (الإنجليزية)